# ولفنشتاین (بازی ۲۰۰۹)
ولفنشتاین یک بازی علمی تخیلی تیراندازی اول شخص تولید شده توسط راون سافتور، آی‌دی سافتور، پی استودیو و اندرانت ااستودیوز و منتشر شده توسط اکتیویژن است. دنباله بازی بازگشت به قلعه ولفنشتاین به شمار رفته و از طریق موتور آی‌دی تچ ۴ ساخته شده‌است. و داستان آن در زمان نازیها می‌گذرد.